# Mircea-Adrian Croitoru
Mircea-Adrian Croitoru (n. 1941 - d. 3 mai 1999) a fost un deputat român în legislatura 1996-2000, ales în județul Giurgiu pe listele partidului PSDR. Mircea-Adrian Croitoru a fost membru în grupul parlamentar de prietenie cu Regatul Unit al Marii Britanii și Irlandei de Nord. După decesul său, Mircea-Adrian Croitoru a fost înlocuit de către deputatul Adrian Gheorghiu.